# Maria de Medeiros

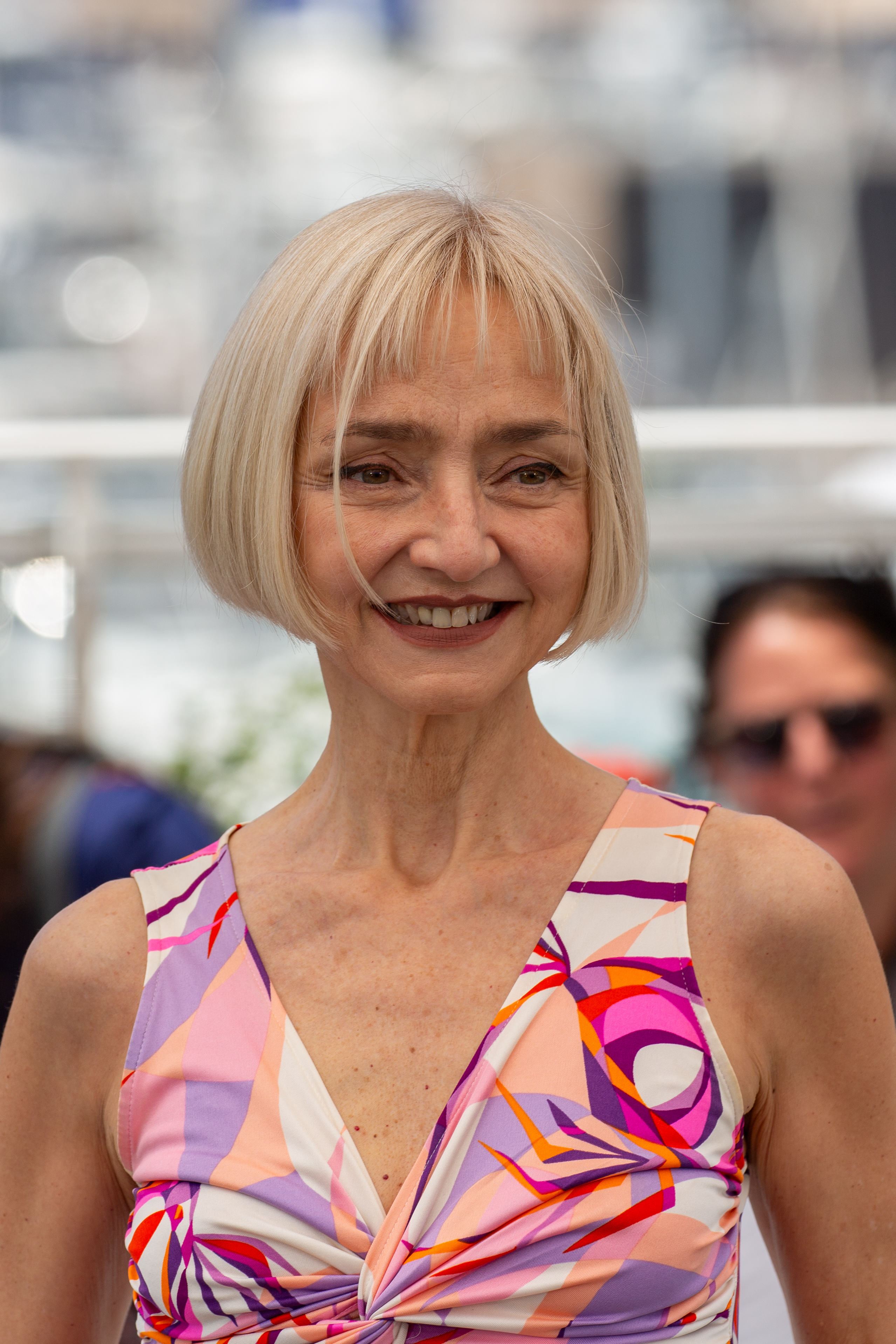
Maria de Medeiros (2025)

Maria de Medeiros Esteves Victorino de Almeida [mɐˈɾiɐ ˌdɯmɯˈdɐi̯ɾuʃ] (* 19. August 1965 in Lissabon) ist eine portugiesische Schauspielerin, Sängerin, Regisseurin und Drehbuchautorin. Bekannt wurde sie vor allem durch ihre Rolle im Film Pulp Fiction.

## Biografie
De Medeiros, die älteste von drei Töchtern des Komponisten und Pianisten António Victorino de Almeida und seiner Ehefrau Maria Armanda Esteves, lebt in Frankreich und ist mit dem Tontechniker und Kameramann Agustí Camps verheiratet. Aus der Ehe gingen zwei Töchter (* 1997 und 2003) hervor. De Medeiros' Schwestern Inês de Medeiros (* 1968) und Ana Medeiros sind ebenfalls Schauspielerinnen.

### Ausbildung und erste Schauspielrollen
Sie absolvierte ihre schulische Ausbildung am französischen Gymnasium Français Charles Le Pierre in Lissabon und studierte später in Paris Philosophie und Schauspielerei. Sie trat ab Anfang der 1980er Jahre im portugiesischen Kino auf. So startete sie in ihrem ersten Film 1981 gleich mit einer beachteten Hauptrolle, in João César Monteiros prämiertem Film Silvestre. 1984 entdeckte sie die Regisseurin Chantal Akerman auch für den französischsprachigen Film. 1990 feierte de Medeiros mit einer Nebenrolle in Ken McMullens Historiendrama 1871 ihr Debüt im englischsprachigen Kino. Im selben Jahr porträtierte sie neben Fred Ward und Uma Thurman die bekannte französische Schriftstellerin Anaïs Nin (1903–1977) in Philip Kaufmans Henry & June (1990). Die Rolle bekam sie auch aufgrund ihrer optischen Ähnlichkeit zu Nin.
Vier Jahre später spielte sie Fabienne, die französische Freundin des Boxers Butch Coolidge (dargestellt von Bruce Willis), in dem oscarprämierten Film Pulp Fiction (1994) von Quentin Tarantino. Im selben Jahr war sie mit Teresa Villaverdes Drama Geschwister bei den 51. Filmfestspielen von Venedig vertreten. Dort wurde sie für den Part der Maria mit der Coppa Volpi, dem Darstellerpreis des Filmfestivals, ausgezeichnet.

### Filmregisseurin
Gegen Ende der 1980er Jahre widmete sich de Medeiros parallel zu ihrer Schauspielkarriere mit den Kurzfilmen Sévérine C. (1987) und Fragmento II (1988) ersten Arbeiten als Regisseurin. Im Jahr 2000 führte sie bei dem Film Capitães de Abril (dt.: Nelken für die Freiheit), der die Ereignisse der Nelkenrevolution in Portugal vom 24. und 25. April 1974 nachzeichnet, Regie. 2007 wurde sie in die Wettbewerbsjury der 60. Filmfestspiele von Cannes berufen.

### Sängerin
Maria de Medeiros ist in den letzten Jahren auch als Sängerin in Erscheinung getreten. Ihr Repertoire ist dabei ausgesprochen breit gefächert und bewegt sich meist in der Nähe zu Jazz, Bossa Nova, den Singer-Songwritern und anderen Stilen. Ihr erstes Album A little more blue nahm sie 2007 auf. Mit den Musikern Jeff Cohen, Emek Evci und Joël Grare interpretierte sie darauf Lieder von Chico Buarque, Caetano Veloso, Gilberto Gil und Milton Nascimento.
Die Inspiration zu ihrem zweiten Album Penínsulas & Continentes kam ihr bei einem Konzert in der UNESCO-Zentrale in Paris (infolge ihrer Ernennung zum UNESCO-Künstler für den Frieden 2008). Sie spielte es 2010 mit den Musikern Edmundo Carneiro, Bruno Rousselet, Rubem Dantas, Pascal Salmon, Itacyr Bocato und Manuel Martínez del Fresno ein. Die Liedauswahl umspannt dabei namensgebend Länder und Kontinente. So sang de Medeiros darauf nicht nur Portugiesisch, sondern auch Spanisch (Kastilisch), Italienisch, Kimbundu, Katalanisch und Valencianisch. Sie interpretierte unter anderem Texte und Lieder von José Afonso, Joan Salvat-Papasseit, Víctor Jara, Nino Rota, Sérgio Godinho, Amélia Muge, El Último de la Fila, Lenine, Waldemar Bastos, aber auch die volkstümliche angolanische Ballade Muxíma, 1960 durch das Duo Ouro Negro international bekannt geworden. 2012 erschien ihr Album Pássaros eternos („Ewige Vögel“).
In den letzten Jahren nahm sie auch gelegentlich an Projekten anderer Künstler teil, so 2005 beim Album Drama Box der Sängerin Mísia und 2009 bei den internationalen Tribut-Projekten für Joan Manuel Serrat und Nino Rota (unter anderem mit Ute Lemper, Adriana Calcanhotto, Catherine Ringer und der Texas-Sängerin Sharleen Spiteri) und dem Feminia-Album des Legendary Tigerman.

## Rezeption
Als Schauspielerin hat sie sich mit ihren vielen internationalen Engagements etabliert und ihre Regiearbeiten wie auch ihre Tätigkeit als Sängerin wurden von Kritik und Publikum positiv aufgenommen. Dabei ist ihr der Schritt in die vorderste Reihe der öffentlichen Aufmerksamkeit nicht gelungen, bedingt durch ihr nicht immer dem medialen Zeitgeist entsprechendes Auftreten und den ausgebliebenen kontinuierlichen Engagements in internationalen Blockbustern. Dies hat sie nie als ihr Ziel angegeben, vielmehr zeichnet sich die Wahl ihrer Rollen durch eine große Vielfalt und nicht immer durch besondere Publikumswirksamkeit aus.
In Portugal ist sie recht bekannt durch Medienmeldungen über ihre internationalen Auftritte und durch ihre Arbeit als Schauspielerin und Sängerin, aber auch durch öffentliche Auftritte in Portugal, etwa bei Protesten gegen die Sparprogramme zu Lasten der Bevölkerung oder auch bei der Unterstützung der kuriosen Präsidentschaftskandidaturen des Sängers und Künstlers Manuel João Vieira. In Deutschland ist sie weniger bekannt als etwa in Frankreich und vor allem in Spanien, wo sie häufiger als in anderen Ländern auch als politisch engagierte Künstlerin wahrgenommen wird.
Sie gewann Sympathien durch ihre bescheidene und freundliche Art und ihr publikumsnahes Auftreten, aber auch durch ihre engagierte Haltung gegenüber gesellschaftlichen Missständen im Allgemeinen und die anhaltende aktuelle Finanzkrise im Besonderen, etwa, als sie für die konservative spanische Zeitung El Mundo Fragen der Leser beantwortete.
Ihre anspruchsvollen, breitgefächerten Arbeiten und ihr stetes überparteiliches Engagement in sozialen Fragen veranlassten die UNESCO, sie 2008 als Künstlerin für den Frieden auszuzeichnen. Sie ist zudem Botschafterin des Europäischen Filmpreises „Europas Oscar“ der Europäischen Filmakademie.

## Diskografie
- 2007: A little more blue
- 2010: Penínsulas & Continentes
- 2012: Pássaros Eternos

## Filmografie

### Schauspielerin
- 1981: Silvestre
- 1983: A Estrangeira
- 1984: Paris vu par … vingt ans après
- 1984: J’ai faim, j’ai froid
- 1985: Vertiges
- 1987: O Bobo (Sprechrolle)
- 1987: Der Mönch und die Hexe (Le moine et la sorcière)
- 1988: Die Vorleserin (La lectrice)
- 1988: Elvire-Jouvet 40 (TV)
- 1989: Onde Bate o Sol (Sprechrolle)
- 1989: Les nuits révolutionnaires (TV-Mehrteiler)
- 1989: Les dossiers secrets de l’inspecteur Lavardin (2 Folgen der TV-Serie)
- 1990: Henry & June
- 1990: 1871
- 1990: L’ourse bleue
- 1991: Zauber der Venus (Meeting Venus)
- 1991: Die göttliche Komödie (A Divina Comédia)
- 1991: Am Ende einer Kindheit (A Idade Maior)
- 1991: Simon courage
- 1991: Alcibiades
- 1991: A Morte do Príncipe
- 1992: Retrato de Família
- 1992: L’homme de ma vie
- 1992: R: Rembrandt (TV)
- 1993: Macho (Huevos de oro)
- 1994: El detective y la muerte
- 1994: Geschwister (Três Irmãos)
- 1994: Pulp Fiction
- 1994: Des feux mal éteints
- 1994: Jenseits der Brandung (TV)
- 1995: Adão e Eva
- 1995: Paraíso Perdido
- 1995: A comme acteur
- 1995: Maria fille de Flandre (TV)
- 1996: Sans mentir (TV)
- 1996: Attends-moi (TV)
- 1996: Tiré à part
- 1996: The Woman in the Moon
- 1996: Nachrichten vom lieben Gott (Des nouvelles du bon Dieu)
- 1996: Saint-Exupéry: Der Letzte Auftrag (Saint-Exupéry: La Dernière mission) (TV)
- 1996: Der Polygraph (Le polygraphe)
- 1996: La femme rêvée (TV)
- 1997: Le comédien
- 1997: Les mille merveilles de l’univers
- 1997: Airbag – Jetzt knallt’s richtig! (Airbag)
- 1997: Go for Gold!
- 1997: Tempête dans un verre d’eau
- 1998: Spanische Fliege – Den Machos auf der Spur (Spanish Fly)
- 1998: A Tempestade da Terra
- 1998: Guerra e Liberdade – Castro Alves em São Paulo
- 1999: Das Wesen der Schönheit (Les infortunes de la beauté)
- 1999: Die Babels retten die Welt (Babel)
- 1999: El sudor de los ruiseñores
- 2000: Zurück in die Vergangenheit (Deuxième vie)
- 2000: Nelken für die Freiheit (Capitães de Abril)
- 2001: Náufragos – Gestrandet (Stranded: Náufragos)
- 2001: Das Porto meiner Kindheit (Porto da Minha Infância)
- 2001: Água e Sal
- 2001: L’homme des foules
- 2001: Honolulu Baby
- 2001: Marafona (TV)
- 2001: O Xangô de Baker Street
- 2002: Les enquêtes d’Éloïse Rome (TV-Serie, 2 Folgen)
- 2002: Single Again
- 2003: The Saddest Music in the World
- 2003: Ich, Caesar. 10 ½ Jahre alt, 1,39 Meter groß (Moi César, 10 ans 1/2, 1m39)
- 2003: Der kleine Unterschied (Anomalies passagères)
- 2003: Mein Leben ohne mich (My Life Without Me)
- 2003: Confessions de minuit
- 2004: Il resto di niente
- 2004: Marlene de Sousa
- 2004: A Trip to the Orphanage
- 2004: A Dama da Lapa
- 2005: Riquet (TV)
- 2005–2009: Venus und Apoll (Vénus & Apollon) TV-Serie
- 2006: Je m’appelle Elisabeth
- 2006: Cuéntame (TV-Serie, eine Folge)
- 2006: Monógamo sucesivo
- 2007: Médée miracle
- 2007: Nessuna qualità agli eroi
- 2007: Riparo – Zuhause (Riparo)
- 2007: Midsummer Madness
- 2007: La belle et le sauvage (TV)
- 2007: Dans les cordes
- 2008: Mes stars et moi
- 2008: Liberdade 21 (TV-Serie)
- 2009: Davids Geburtstag (Il compleanno)
- 2009: O Contador de Histórias
- 2010: HH, Hitler à Hollywood
- 2010: Crooner (TV)
- 2011: Huhn mit Pflaumen (Poulet aux prunes)
- 2011: Holidays by the Sea (Ni à vendre ni à louer)
- 2011: Viagem a Portugal
- 2014: Pasolini
- 2015: The Forbidden Room
- 2015: El hipnotizador (TV-Serie)
- 2016: Le fils de Joseph
- 2016: Sceances (Kurzfilm)
- 2016: 100 Metros
- 2016: Pacifique (Kurzfilm)
- 2017: Psi (TV-Serie)
- 2017: Der ehrwürdige W. (Le vénérable W.) (Sprechrolle)
- 2017: The Killer (O Matador)
- 2017: The Broken Key
- 2018: Mar
- 2018: Black is Beltza
- 2018: Onyx: Kings of the Grail
- 2018: Dos Fridas
- 2020: Poesie (für harte Zeiten) (Poésie (dans un monde de brutes)) (TV-Serie)
- 2020: Ordem Moral (auch TV-Mehrteiler)
- 2020: In the Country of Last Things
- 2021: Jaguar (TV-Serie)
- 2021: Verdades Secretas (TV-Serie)
- 2022: What Spring Does with the Cherry Trees (Kurzfilm)
- 2025: Le Roi Soleil

### Regisseurin
- 1987: Sévérine C.
- 1988: Fragmento II
- 1991: A Morte do Príncipe
- 2000: Je t’aime … moi non plus: Artistes et critiques
- 2000: Nelken für die Freiheit (Capitães de Abril)
- 2004: Bem-Vindo a São Paulo
- 2004: Mathilde au matin
- 2012: Mundo Invisível (Folge von As Aventuras do Homem Invisível)
- 2013: Repare Bem (Doku.)
- 2019: Aos Nossos Filhos